# Mosche Sasson

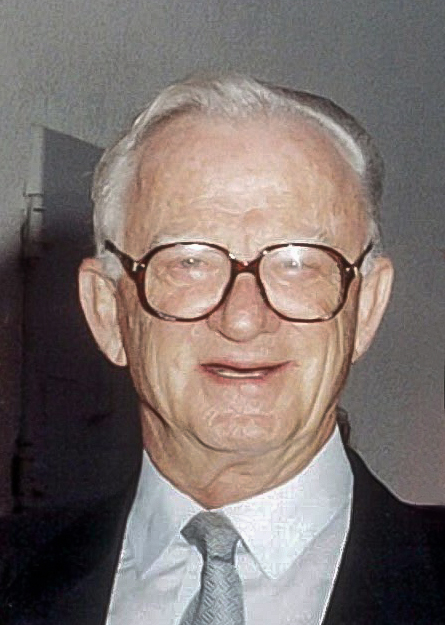
Mosche Sasson

Mosche Sasson (hebräisch משה ששון; * 15. Dezember 1925 in Damaskus; † 16. September 2006) war ein israelischer Diplomat.

## Leben
Mosche Sasson wurde als Sohn des späteren Diplomats und Politikers Eliahu Sasson in Damaskus geboren. 1927 emigrierte die Familie in das britische Mandatsgebiet Palästina. Vor der Staatsgründung Israels im Jahr 1948 gehörte er der Haganah in Jerusalem an. 1952 wurde er im diplomatischen Dienst tätig. Während seiner diplomatischen Karriere war er unter anderem von 1960 bis 1966 Gesandter in der Türkei, von Ende 1967 bis Anfang 1969 Berater und  Verhandlungsemissär für arabische Angelegenheiten von Levi Eschkol, 1973 bis 1977 Botschafter in Italien und von 1981 bis 1988 Botschafter in Ägypten. Sasson starb im September 2006 im Alter von 81 Jahren.